# Alexander Hajek
Alexander Hajek (* 19. Juli 2003) ist ein österreichischer Radrennfahrer.

## Sportlicher Werdegang
Zum Radsport kam Hajek im Alter von 12 Jahren, nachdem sein Vater und Großvater bereits als Radsportler aktiv waren. 2019 gewann er mit der Internationalen Radtour Oststeiermark die für Jugendfahrer wichtigste Rundfahrt Europas, 2021 kam er zum Team Auto Eder, dem U19-Nachwuchsteam von Bora-hansgrohe. Im Verlauf der Saison stellte er sein Talent durch mehrere Siege und weitere Top-10-Platzierungen unter Beweis.
Mit dem Wechsel in die U23 wurde Hajek 2022 zunächst Mitglied im Team Trinity Racing, um 2023 beim Tirol KTM Cycling Team in den Nachwuchsbereich von Bora-hansgrohe zurückzukehren. Auch wenn er in den ersten zwei Jahren keine Siege erringen konnte, wurde er zur Saison 2024 in das UCI WorldTeam von Bora-hansgrohe übernommen. Seinen ersten Sieg als Radprofi erzielte er bei den nationalen Meisterschaften 2024, bei denen er den Titel im Straßenrennen gewann. International war sein bestes Ergebnis der siebte Gesamtrang bei der Türkei-Rundfahrt.

## Erfolge
2021
- drei Etappen Saarland Trofeo
- Mannschaftszeitfahren Aubel-Thimister-Stavelot
- Gesamtwertung und eine Etappe Oberösterreich-Juniorenrundfahrt

2024
- Österreichischer Meister – Straßenrennen